# Poconos
Poconos o Pocono Mountains è una regione geografica, geologica e culturale degli Stati Uniti che si trova nel Nord-est della Pennsylvania.

## Posizione e geografia
Sono un altopiano del cosiddetto Allegheny Plateau grande circa 6.200 km². Formano una scarpata che domina ad est della Delaware Valley.
Le montagne sono delimitate a nord dal lago Wallenpaupack, a ovest dalla Wyoming Valley e a sud dalla Lehigh Valley.
La vetta più alta è rappresentata dal North Knob (821 m).

## Etimologia
Il termine Pocono deriva dal termine minsi-indiano Pokawachne (da pronunciare come "Poke Ah Waak-nay"), che significa letteralmente "torrente tra due colline".

## Attività ricreative
La zona è molto frequentata soprattutto nel periodo estivo ed è utilizzata come destinazione ricreativa per gli abitanti di tutto il nord-est, in particolare per quelli delle città di New York e Filadelfia. 
Vi si trovano un parco nazionale, il Delaware Water Gap National Recreation Area, sette parchi statali e altre aree naturali protette.  
Sono diverse le opportunità per i visitatori: dagli sport acquatici alla pesca, passando per il campeggio e gli sci. Inoltre c'è anche un autodromo, il Pocono Raceway.